# Céu
Céu, pseudonimo di Maria do Céu Whitaker Poças (San Paolo, 17 aprile 1980), è una cantante e cantautrice brasiliana.

## Biografia
Nel 2005 debutta con Céu: l'album è commercializzato tra il 2005 e il 2007 per i mercati di Europa (O+ Music), Stati Uniti (Six Degrees), Corea del Sud (Saturn), Giappone (Victor) e Brasile (Ambulante Discos e WEA). Il lavoro le vale una nomination ai Latin Grammy come miglior artista esordiente nel 2006 e raggiunge il primo posto nella classifica statunitensi degli album Heatseekers e degli album World, oltre al 57º posto nella Billboard 200. Nel 2009 segue Vagarosa, distribuito negli Stati Uniti (Six Degrees) e in Brasile (Urban Jungle Records), raggiunge il terzo posto tra gli album World ed è nominato come miglior album contemporary pop in lingua portoghese ai Latin Grammy.
Dopo Cangote, EP undicesimo tra gli album World, esce Caravana Sereia Bloom, quarto sforzo della cantante brasiliana: anche questo lavoro raggiunge la classifica statunitense dei World Album, in undicesima posizione. È il secondo prodotto di Céu a ottenere la nomination ai Latin Grammy come miglior album contemporary pop in lingua portoghese. In seguito ad Ao Vivo, album live del concerto di San Paolo dell'agosto 2014, esce Tropix: oltre ad entrare nella top ten della chart statunitense dedicata agli album World, Tropix vince il premio come miglior prodotto contemporary pop in lingua portoghese ai Latin Grammy.

## Discografia

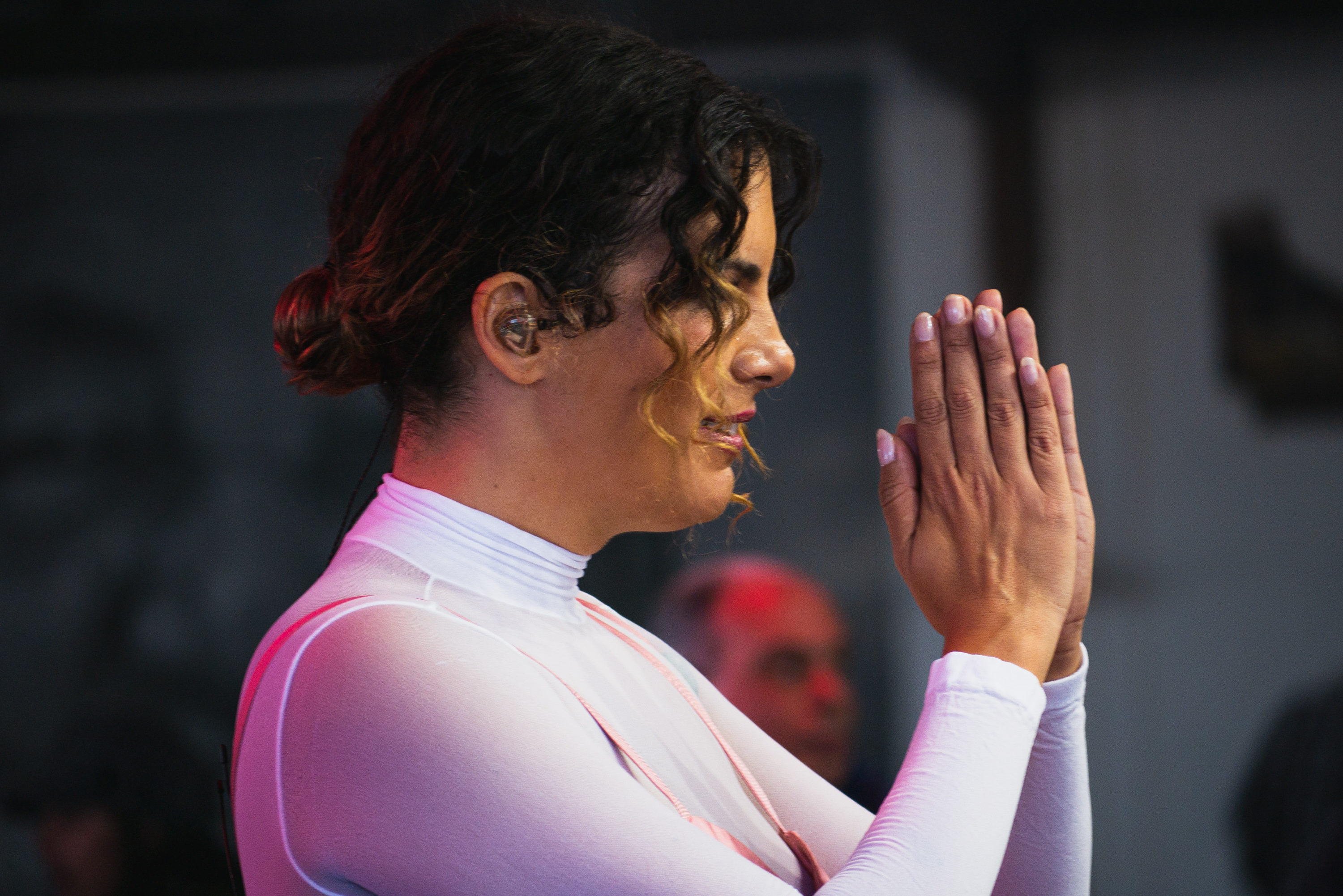
Céu (2022)

Album in studio
- 2005 - Céu
- 2009 - Vagarosa
- 2012 - Caravana Sereia Bloom
- 2016 - Tropix
- 2019 - Apká!
- 2021 - Acústico
- 2021 - Um Gosto De Sol
- 2024 - Novela

EP
- 2009 - Cangote

Live
- 2014 - Ao Vivo